# Dolce Vita & Co
Dolce Vita & Co war eine im Auftrag des ORF von der MR Film hergestellte Fernsehserie. Insgesamt entstanden 2000/2002 in zwei Staffeln 20 Folgen à 45 Minuten. Regie führten Erhard Riedlsperger und Claudia Jüptner, das Drehbuch schrieben Wolfgang Rest und Anders Stenmo.

## Inhalt
Hausmann Mario Hubinger übernimmt die Gaststätte seines Vaters in Wien. Leider ist die Trattoria „Dolce Vita“ ziemlich heruntergekommen und benötigt dringend neue Ideen. Mit seinem „französischen“ Koch Boris macht er ein In-Lokal daraus und auch der neu geschaffene Partyservice soll Geld in die Kasse bringen.
Doch immer wieder hat der Neu-Gastronom Befürchtungen, dass das Unternehmen Dolce Vita in einem finanziellen Desaster enden wird. Als ihn sogar die Russenmafia bedroht, kommt es auch in seinem Privatleben zu Turbulenzen.

## Darsteller
- Mario Hubinger – Michael Niavarani
- Marianne Hubinger – Gundula Rapsch
- Hans Hubinger – Kurt Sobotka
- Lisa Hubinger – Nicola Etzelstorfer
- Victor Hubinger – Manuel Chytilek
- Daniel Hubinger – Florian Chytilek
- Weitere Rollen unter anderem: Cornelia Lippert (Cornelia Schwarz), Dennenesch Zoudé (Lea), Götz Kauffmann (Franz), Elke Winkens (Ute), Christoph Fälbl (Boris Berger),  Ulrike Beimpold (Sandra), Hanno Pöschl (Horacek), Andreas Vitásek (Toni), Marianne Mendt (Burlis Mama) Roland Düringer (Restaurantkritiker), Gerhard Bronner (Dr. Schaler), Reinhard Nowak (Burli), Gunther Gillian (Ötschi), Michael Steinocher (Marc), Beatrice Frey (Taxivermittlerin), Erwin Steinhauer (Mag. Gottfried Schamschula) und Murali Perumal (Zeitungskolporteur).

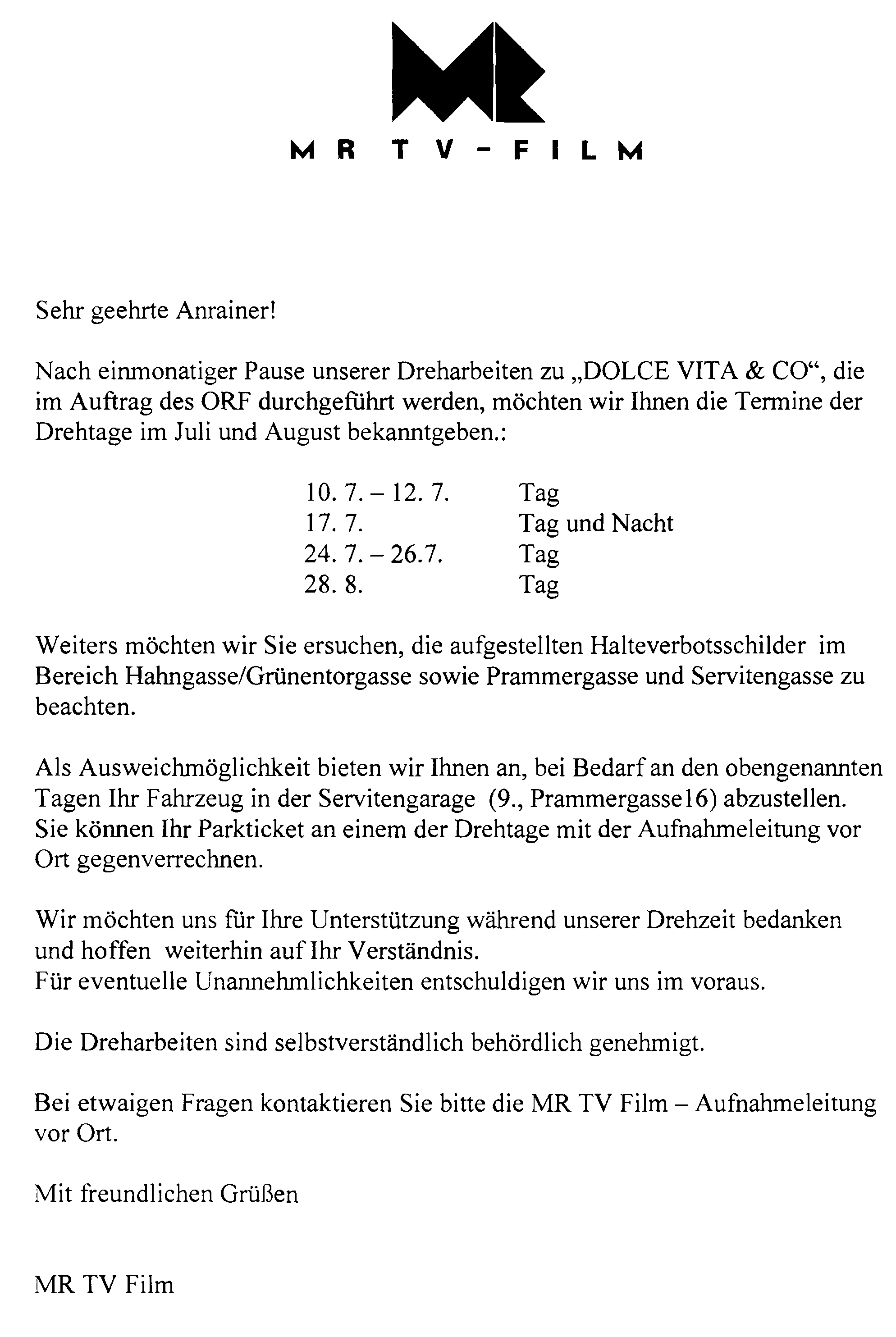
Straßenanschlag aus Anlass der Wiederaufnahme von Dreharbeiten (Servitenviertel, Sommer 2000)

## Drehorte
Die Restaurantszenen wurden ab Sommer 2000 in einer adaptierten ehemaligen Greißlerei in Wien-Alsergrund, Hahngasse 16, mit Lieferanten-Eingang in der Grünentorgasse 27 gedreht. Ein weiterer Drehort im Servitenviertel war ein gegenüber der Servitenkirche gelegenes Lokal, Standort: Grünentorgasse 19B.

## Episoden
Staffel 1
- (1, 1): Die goldene Hochzeit
- (2, 2): Das Ultimatum
- (3, 3): Frühlingserwachen
- (4, 4): Ein Hundeleben
- (5, 5): Oh Kohle mio
- (6, 6): Wasser predigen und Cognac trinken
- (7, 7): Obdachlos
- (8, 8): Die Haube
- (9, 9): Die Unbestechlichen
- (10, 10): Das Angebot

Staffel 2
- (1, 11): Alles Fassade
- (2, 12): Die Prüfung
- (3, 13): Harakiri
- (4, 14): Die Neue
- (5, 15): Die Schweinemörder
- (6, 16): Die Mischpoche
- (7, 17): Polterabend
- (8, 18): Die Band
- (9, 19): Das Duell
- (10, 20): Wo ist Kurt